# Magic Knight Rayearth (jeu vidéo, 1995, Saturn)
Magic Knight Rayearth (魔法騎士　レイアース, Mahou Kishi Rayearth) est un jeu vidéo d'action-aventure et de rôle sorti exclusivement sur Saturn le 25 août 1995 au Japon, puis le 11 décembre 1998 en Amérique du Nord. Le jeu a été développé par Sega CS et édité par Sega au japon et Working Designs en Amérique du Nord. Il s'agit d'une adaptation du shōjo manga Magic Knight Rayearth de CLAMP.
Magic Knight Rayearth est officiellement le dernier jeu à être sorti sur Saturn américaine.

## Trame

### Univers
Magic Knight Rayearth suit globalement le premier arc du manga du même nom, avec les mêmes personnages, une intrigue similaire et des lieux proches.

### Histoire
Lors d'une visite scolaire de la tour de Tokyo, Hikaru Shidō, Fuu Hōōji et Umi Ryūsaki, trois collégiennes de quatorze ans, se retrouvent propulsées dans un monde mystique du nom de Cephiro, où tout est déterminé par la Volonté.
Là, elles sont informées par Clef, un puissant archimage de 745 ans à l'apparence enfantine, que pour revenir chez elles, il leur faudra devenir les légendaires Magic Knights afin de sauver Cephiro, menacé de destruction à cause de l'amour entre le Grand prêtre Zagato et la princesse Emeraude, laquelle ne peut désormais plus penser au monde dont elle est le pilier. Elles devront donc la retrouver et la tuer, ce qui obligerait les habitants à choisir un nouveau pilier et à rétablir ainsi la paix. Pour mener à bien leur tache, les trois jeunes filles devront utiliser les Épées d'Escudo de Presea et les pouvoirs des Dieux-Runes, de gigantesques robots géants dotés d'une vie et d'une conscience propres.

### Personnages

#### Héroïnes
- Hikaru Shidō (獅堂光?) : jeune fille aux cheveux roses, meneuse de l'équipe, sa magie repose sur le feu (光, lumière?) ; elle est associée à Rayearth.
- Fuu Hōōji (鳳凰寺風?) : jeune fille aux cheveux blonds, sa magie repose sur le vent (風?) ; elle est associée à Wingdam.
- Umi Ryūsaki (龍咲海?) : jeune fille aux cheveux bleus, sa magie repose sur l'eau (海, mer?) ; elle est associée à Seles.

#### Démons
- Rayearth (レイアース?) : lion-démon du feu, Dieu-Rune protecteur d'Hikaru.
- Wingdam (ウィンダム?) : oiseau-démon du vent, Dieu-Rune protecteur de Fuu.
- Seles (セレス?)  : dragon-démon de l'eau, Dieu-Rune protecteur de Umi.

#### Autres personnages importants
- Princesse Emeraude (エメロード姫?) : pilier de Cephiro, amoureuse de Zagato, elle invoque les trois collégiennes dans son monde afin qu'elles la tuent.
- Zagato (ザガート?) : grand prêtre de Cephiro, amoureux de la princesse Emeraude, il met tout en œuvre pour la défendre, tuer les Magic Knights et vivre pleinement son idylle.
- Clef (クレフ?) : archimage le plus puissant de Cephiro, il est âgé de 745 ans et est missionné par la princesse Emeraude afin de guider les Magic Knights.

## Système de jeu
Le joueur dirige Hikaru, Umi et Fuu, toutes trois équipées d'armes distinctes et dotées de capacités magiques spécifiques.
Le gameplay est similaire à celui de The Legend of Zelda, mélangeant action, aventure et RPG. Les héroïnes visitent des villes, interagissent avec des personnages non-joueurs, résolvent des énigmes et explorent des donjons. Le joueur peut passer d'un personnage à l'autre à tout moment ; les héroïnes ont leurs propres indicateurs de santé et de magie et si les trois perdent leurs points de vie, le joueur doit redémarrer l'aventure à partir de l'endroit où elles sont entrées dans la zone concernée.
Une particularité du jeu est l'influence des personnalités des personnages sur l'avancement du jeu : en fonction de l'héroïne utilisée, les dialogues entre personnages et les descriptions d'objets sont différents.

## Réception
Si les avis sont assez partagés, Magic Knight Rayearth est généralement salué pour la qualité de ses graphismes. Sur ce point, le site américain RPGFan s'étonne, lors de sa sortie américaine en 1998 : « pouvez-vous croire que ce jeu soit vieux de trois ans et qu'il soit toujours le plus beau titre en graphisme 2D du marché ? ».